# Der Mann ohne Vorurtheil

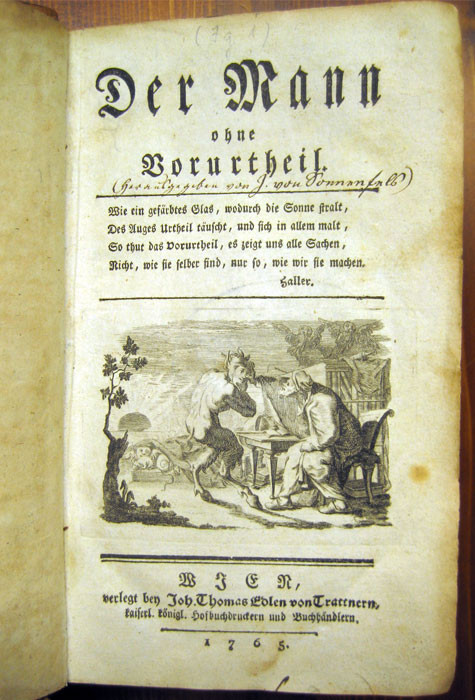
Sonnenfels: "Der Mann ohne Vorurtheil" ("Człowiek bez Przesądu") - A.D. 1765

Der Mann ohne Vorurtheil ("Człowiek bez Przesądu") – czasopismo wydawane w Wiedniu w latach 1765–1767 i znów w latach 1769–1775. Było jednym z głównych organów Oświecenia w stolicy Cesarstwa Habsburskiego. Jego redaktorem naczelnym był Joseph von Sonnenfels (1733–1817).